# Norman Robert Pogson
Norman Robert Pogson (Nottingham, 12 marzo 1829 – Chennai, 23 giugno 1891) è stato un astronomo inglese.

## Biografia
Nacque nella città di Nottingham, in Inghilterra. All'età di 18 anni aveva già calcolato le orbite di due comete.
Divenne assistente al Radcliffe Observatory di Oxford nel 1851; nel 1860 si spostò a Madras, in India, diventando l'astronomo del governo. All'Osservatorio di Madras compilò il Catalogo Madras di 11 015 stelle; scoprì inoltre cinque asteroidi e sei stelle variabili.
Il suo contributo più consistente fu notare che nel sistema di magnitudine introdotto dall'astronomo greco Ipparco le stelle di prima magnitudine erano circa cento volte più luminose delle stelle di sesta magnitudine, dunque la diminuzione di luminosità per ogni classe era nell'ordine della radice quinta di cento, che vale circa 2,512. Questo valore è utilizzato ancora oggi nella scala delle magnitudini.
Per adattarsi alla scala empirica di magnitudini stabilita fin dall'antichità fu infatti introdotta la seguente relazione matematica:
{\displaystyle m_{2}-m_{1}=-2.5\log _{10}{\frac {L_{2}}{L_{1}}}}
dove m sono le magnitudini delle stelle e L è la luminosità delle due stelle.
Nel 1868 e nel 1871 Pogson partecipò alle spedizioni per l'osservazione di due eclissi solari.
Nel corso della sua carriera scoprì un totale di otto asteroidi e di 21 stelle variabili. Fu direttore dell'Osservatorio di Madras per 30 anni, fino alla morte. Portano il suo nome un asteroide, 1830 Pogson, ed il cratere Pogson sulla Luna.

## Asteroidi scoperti
Pogson ha scoperto 8 asteroidi:
| Asteroide   | Data della scoperta |
| ----------- | ------------------- |
| 42 Isis     | 23 maggio 1856      |
| 43 Ariadne  | 15 aprile 1857      |
| 46 Hestia   | 16 agosto 1857      |
| 67 Asia     | 17 aprile 1861      |
| 80 Sappho   | 2 maggio 1864       |
| 87 Sylvia   | 16 maggio 1866      |
| 107 Camilla | 17 novembre 1868    |
| 245 Vera    | 6 febbraio 1885     |